# Denis Marconato
Denis Marconato (ur. 29 lipca 1975 w Treviso) – włoski koszykarz, występujący na pozycji środkowego, reprezentant kraju, wicemistrz olimpijski, multimedalista mistrzostw Europy.

## Osiągnięcia
Na podstawie, o ile nie zaznaczono inaczej.

### Drużynowe
- Mistrz Włoch (1997, 2002, 2003, 2010)
- Wicemistrz:
  - Euroligi (2003)
  - Hiszpanii (2007, 2008)
  - Włoch (1995, 1999, 2000, 2011)
- 3. miejsce w Eurolidze (1998, 2002)
- Zdobywca:
  - pucharu:
    - Europy/Saporty (1995, 1999)
    - Hiszpanii (2007)
    - Włoch (1993–1995, 2000, 2003–2005, 2010)
    - Włoch III ligi (2015)

  - Superpucharu Włoch (1997, 2001, 2002, 2009)
- Finalista:
  - Pucharu Włoch (1998, 2011, 2012)
  - Superpucharu Włoch (2003, 2004, 2011)
- Uczestnik międzynarodowych rozgrywek Final Four Euroligi (1998, 2002, 2003, 2006)

### Indywidualne
- - MVP:
  - Pucharu Włoch (2000)
  - Superpucharu Włoch (1997)
- Jeden z kandydatów nominowanych do Euroleague Basketball 2000–10 All-Decade Team
- Order Zasługi Republiki Włoskiej (27 września 2004)[5]
- Uczestnik meczu gwiazd ligi włoskiej (1997 – 2x, 1999, 2001, 2003–2005)
- Lider:
  - Euroligi w skuteczności rzutów za 2 punkty (2003 – 76,7%)
  - ligi włoskiej w skuteczności rzutów z gry (2004 – 62%)

### Reprezentacja
Seniorów
- Mistrz Europy (1999)[6]
- Wicemistrz :
  - olimpijski (2004)[7]
  - Europy (1997)[8]
- Brązowy medalista mistrzostw Europy (2003)[9]
- Uczestnik:
  - igrzysk olimpijskich (2000 – 5. miejsce, 2004)[10][11][12]
  - mistrzostw :
    - świata (2006 – 9. miejsce)[13]
    - Europy (1997, 1999, 2001 – 11. miejsce, 2003,  2005 – 9. miejsce, 2007 – 9. miejsce)[14][15][16]

  - kwalifikacji do Eurobasketu (1997, 1999, 2003)[17][18][19]

Młodzieżowe
- Uczestnik mistrzostw Europy U–22 (1996 – 5. miejsce)[20]